# Хорватський мовний портал
Хорватський мовний портал (хорв. Hrvatski jezični portal, HJP) — це перша і наразі єдина онлайн-словникова база даних хорватської мови, яка знаходиться у вільному доступі з червня 2006 року. Проєкт було започатковано видавничою компанією «Novi Liber» на основі її словникової бази. Співзасновником порталу став Університетський обчислювальний центр (хорв. Sveučilišni računski centar, Srce), який надавав IT-підтримку та хостив портал. З 2004 року портал був доступний за адресою hjp.srce.hr, але з 2012 року перенаправлявся на hjp.novi-liber.hr. У 2015 році видавництво Znanje придбало компанію Novi Liber та Хорватський мовний портал, після чого офіційна адреса змінилася на hjp.znanje.hr.
Портал насамперед пропонує пошук у словниковій базі, а також містить розділ «Історія хорватської мови», який вміщує у собі 34 документи з різноманітними текстами видатних авторів про, напр. Баща́нська плита, Винодольський кодекс, Декларація про назву та положення хорватської літературної мови, Положення з Конституції Республіки Хорватія щодо хорватської мови тощо.

## Словникова база
Словникова база Хорватського мовного порталу створена на основі словникових і лексикографічних видань Novi Liber:
- Словник хорватської мови, В. Анич (1-е видання 1991 р., 2-е видання 1994 р., 3-є видання 1998 р.)
- Правопис хорватської мови, В. Анич — Я. Сіліч (2001)
- Великий словник хорватської мови, В. Анич (2003, редакція Ліляни Йоїч)
- Хронологія: Хорватія, Європа, Світ (авторський колектив, редактор І. Гольдштейн; 1996)
- Словник іноземних слів, Анич — Гольдштейн (1-е видання 1998 р., 2-е видання 2000 р.)
- Хорватський енциклопедичний словник (редакційна колегія: проф. д-р Владімір Анич, проф. д-р Ранко Матасович, проф. д-р Іво Пранькович, д-р Дуня Брозович-Рончевич, проф. д-р Іво Голдштейн, Славко Голдштейн, магістр Ліляна Йоїч, Ліляна Цикота; 2003 р.)

Словникова база постійно поповнюється та виправляється і наразі налічує 116 516 основних слів, з яких 67 049 іменників, 15 699 дієслів, 20 154 прикметників, 7 017 прислівників, 111 прийменників, 72 сполучників, 152 числівників, 102 — займенники, 98 — частки і 302 — вставні слова(12). Окрім базових слів та їх визначень, база містить також приблизно 60 000 прикладів, 18 000 словосполучень і 10 000 фразеологічних виразів. Для кожного терміна в базі можна вмикати або вимикати наступні модулі:
- основна граматична інформація (наголос, частина мови, відміна тощо)
- визначення (одне або кілька, якщо слово має кілька значень)
- синтагма
- фразеологія
- ономастика
- етимологія

Для відображення словникової бази був створений спеціальний шрифт Libersina, який містить літери та інші типографські символи, необхідні для правильного відображення змісту. Однак портал майже повністю функціонує і без нього. Наприклад, без цього шрифту одне зі значень слова «kum» буде відображатися як «kẉm», тобто користувач не побачить тип наголосу в слові, але все одно зможе переглянути визначення та інші мовні модулі.

## Значення
Хорватський мовний портал став незамінним інтернет-ресурсом для всіх, хто працює з мовою, як для окремих осіб, так і для різних установ, особливо освітніх. Про його важливість свідчать численні посилання на вебсайтах, зокрема шкіл, університетів, а також інших порталів і організацій.
Як Вікіпедія, так і Вікісловник часто використовують HJP як джерело для посилань, зокрема на терміни, що містяться в словниках і лексиконах.